# ユーザ工学
ユーザ工学（ユーザこうがく、英語: user engineering）は、ユーザビリティ工学に対して、黒須正明が提唱している概念(1)。
ユーザビリティには、ヤコブ・ニールセンが提唱している狭義の概念と、ISO924-11の定義している広義の概念があるが、いずれにしても人工物の特性であり、ISO/IEC 25010に近い考え方をすれば製品品質ないし設計時品質といえる。また、その実践的アプローチはユーザビリティ工学と呼ばれている(2)。これに対し、人工物の利用においては、利用時品質であるユーザの側の満足感が大切であることから、黒須は満足感という概念を定義し、それを目指すアプローチをユーザ工学と呼んでいる。ユーザー工学(3)とも呼ばれる。